# パルミラのエジプト征服
パルミラのエジプト征服では、270年の夏あるいは10月、パルミラの女王ゼノビアの命により、パルミラの将軍ザブダスとエジプトの将軍ティマゲネスがローマ帝国領のエジプトを征服した戦争について述べる。
この遠征の目的については、ゼノビアがローマとサーサーン朝の戦争で寸断されていたユーフラテス川方面に通じる、別の交易路を求めていたことが一因とされることもあるが、実際にはユーフラテス川交易路はごく一部が妨げられていただけであった。ゼノビアは個人的に、東方にパルミラの支配体制を確立する政治的野心を抱いており、これもまたエジプト遠征を決断する要因となった。
エジプトでは、侵攻してくるパルミラ軍に従うべきか対抗するべきか、二派に分かれた深刻な対立が起きていた。さらに、エジプトの長官テナギノ・プロブスは海賊討伐のために海へ遠征していて不在だった。
パルミラ軍はアレクサンドリアに入り、5000人の守備隊を残して帰還した。しかしその時に海賊掃討に忙殺されていたプロブスがすぐに帰ってきてアレクサンドリアを奪回した。しかしパルミラ軍も間もなく戻ってきて、アレクサンドリアを取り戻した。プロブスはバビロン要塞に撤退した。そこで、ザブダスに従っていたエジプト出身で地理を心得ているティマゲネスがローマ軍の背後を奇襲し、要塞を占領した。プロブスは自殺し、ここにパルミラ帝国によるエジプト支配が確立された。

## 背景
269年、ガリエヌス帝の跡を継いだクラウディウス・ゴティクスがゲルマン人の侵攻への対応に忙殺されている間に、ゼノビアは東方における自身の権力基盤を固めていた。ローマ帝国の官吏たちは、皇帝への忠誠を取るか、伸長著しいゼノビアの服従要求に従うか板挟みになった。
なぜゼノビアが東方での勢力を強めるために軍事的手段に訴えたのかははっきりしていないが、おそらくその原因はローマ帝国の官吏がパルミラの権威を認めようとしなかったことにあり、ゼノビアは遠征によってパルミラによる支配を確固たるものにしようとしたと考えられる。またローマ帝国中央の東方に対する統制力や属州を守る力が弱まっており、隊商都市であるパルミラの貿易が脅かされていた。ゼノビアはおそらく、東方の安定を維持するためにはこの地域を直接支配するしかないと考えるようになっていた。さらに、パルミラのライバルとなるボストラやエジプトは、パルミラを経由しない隊商路の中継点となっており、ボストラ近くに勢力を有するタヌーフ族やアレクサンドリアの商人たちは、パルミラの支配から逃れようとしていた。これらが、ゼノビアに軍事行動をとらせるきっかけとなったと考えられる。
ゼノビアは270年前半の時点で既にシリア属州、ユダヤ属州、アラビア・ペトラエア属州を支配下に置き、アラビア属州の首都ボストラを略奪破壊し、ゼノビアに反抗していたタヌーフ族を平定していた。次の標的がエジプトとなるのは明白だった。

## エジプト侵攻

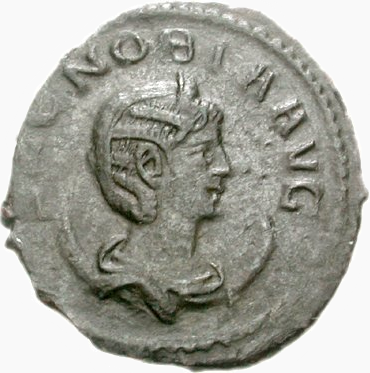
パルミラ女王ゼノビア

エジプト遠征が行われた時期については論争がある。東ローマ帝国の歴史家ゾシモスはナイススの戦い以降、クラウディウス・ゴティクス帝の死の前すなわち270年夏としている。それに対し、ワトソンなどの歴史家はゾシモスを否定し、270年10月とする説を提唱している。ワトソンは、ゼノビアの遠征実施は多分に日和見的な部分があり、8月にクラウディウス・ゴティクスが死去した報を受けて侵攻を決断したとしている。
エジプトでは、パルミラ軍が東の国境線に到来すると共に混乱が起きた。パルミラへの支持者と反対者の間で、社会が真っ二つに割れた。

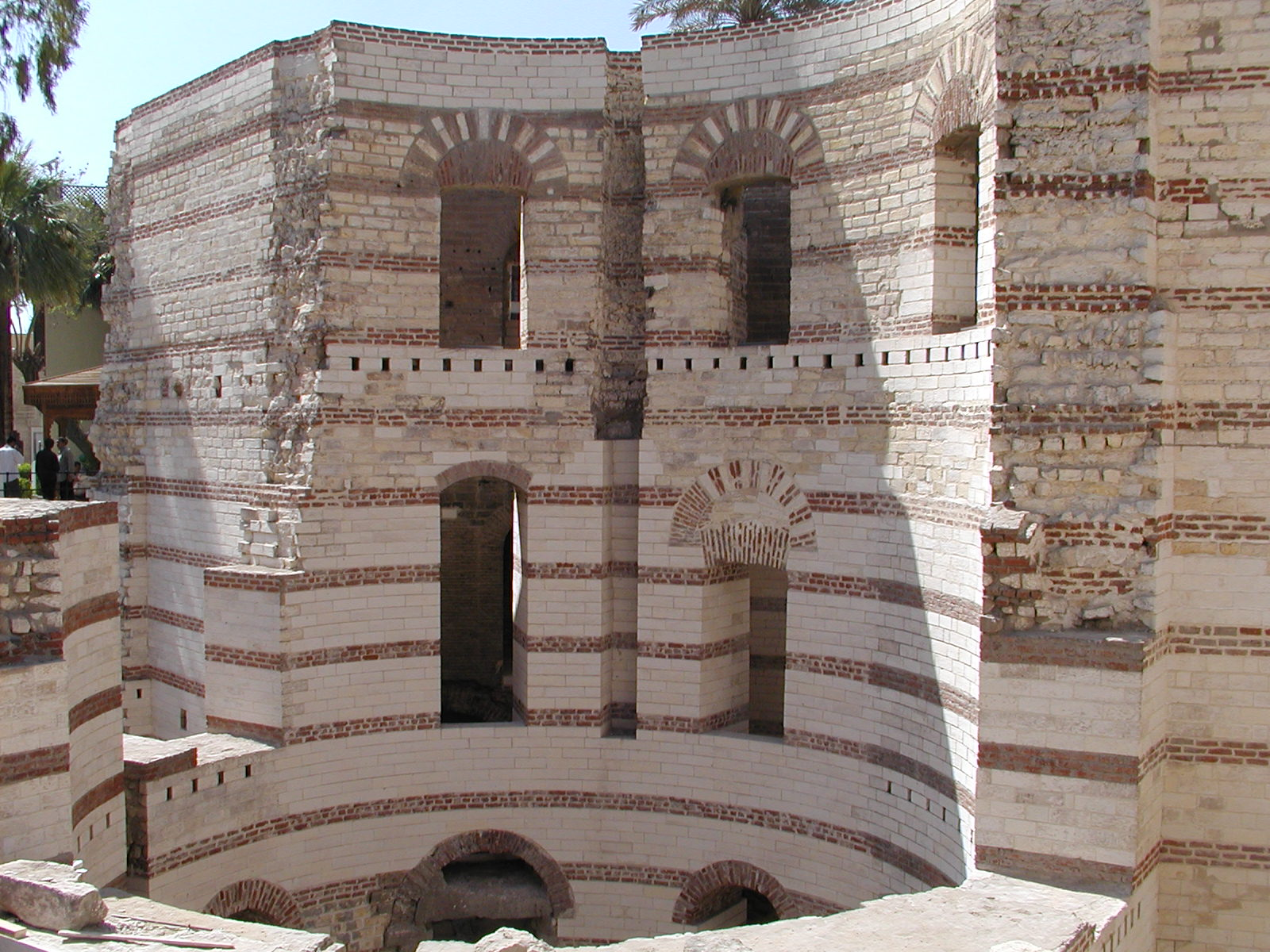
バビロン要塞

エジプト現地でパルミラ軍への協力者が出た上に、ローマ帝国のエジプト長官テナギノ・プロブスは、海賊（おそらく当時レバント沿岸を襲撃していたゴート族）討伐のため海に遠征に出ており不在だった。ゾシモスによれば、パルミラ軍にはエジプトの将軍ティマゲネスが加わっていた。ザブダス率いるパルミラ軍は7万人に上り、エジプトのローマ軍5万人を破った。この勝利の後、パルミラ帝国は5000人の守備隊を残して本軍を引き上げさせた。
11月前半、事態を知ったテナギノ・プロブスが急ぎエジプトに帰って軍勢を集め、パルミラの守備隊を駆逐してアレクサンドリアを奪回した。しかしザブダスも直ちにエジプトへ戻ってきた。ザブダスは速やかにアレクサンドリアを再制圧した。おそらくこれには、地元の住民の支援もあった。プロブスは南方の内陸へ逃れた。プロブスが逃げ込んだバビロン要塞で最後の戦闘が行われた。当初はローマ軍が優勢だったが、ティマゲネスが地勢の知識を生かしてローマ軍の背後を突き、破った。プロブスは自殺して果てた。
『ローマ皇帝群像』には、ブレムミュアエがゼノビアの同盟者として参加していたという記述があり、ガリー・K・ヤングは268年のブレムミュアエのコプトス攻撃の記録がパルミラ・ブレムミュアエ同盟の証拠であると述べている。

## その後
パルミラ人はエジプトを帝国に併合して統制を強め、ゼノビアはエジプト女王を名乗った。

### ローマ帝国の反応
パルミラのエジプト・東方支配に対するローマ帝国の基本態度については、論争がある。オクシリンコス・パピルスにはアウレリアヌスがパルミラのエジプト支配を認めたと推測できる内容が記されており、年号としてアウレリアヌスとウァバッラトゥスの二人の皇帝の治世年がそれぞれ記載されている。そのような譲歩をアウレリアヌスが本気で許容していたとは考え難いが、彼は西方の危機への対処に追われており、エジプト情勢に対策を講じることができなかった。アウレリアヌスがゼノビアの軍事行動を大目に見たのは、彼女の油断を誘い、パルミラ鎮圧戦争を準備する時間を稼ぐための計略だったと考えられている。
いずれにせよ、アウレリアヌスにとって喫緊の課題は、パルミラに寛容を示して、エジプトからローマへの穀物供給を維持することであった。パルミラ帝国のエジプト征服によって穀物供給が停止したという記録は無く、実際に270年には例年通りに穀物がローマへ到着した。

### 小アジア侵攻
エジプトを征服したパルミラは、次いでザブダスとセプティミウス・ザッバイ率いる軍を小アジアに差し向けた。この遠征もおおむね成功裏に終わり、パルミラは一時アンキュラにまで達して最大版図を実現した。その後ゼノビアとウァバッラトゥスは皇帝を名乗り、ローマ帝国から名実ともに独立したパルミラ帝国が成立したが、その寿命は短かった。

### パルミラ再征服
272年5月、アウレリアヌス率いるパルミラ再征服軍が小アジアを経由してパルミラに迫ったのと並行して、エジプトにもローマ軍が侵攻した。6月にはアレクサンドリアがローマに奪回され、7月の第3週までに残りのエジプトの再征服も完了した。これに先立ち、ゼノビアはエジプトのパルミラ軍の大部分を自身の帝国の中枢であるシリアの防衛のため引き上げさせていたとみられる。